# Bernhard III. (Anhalt)

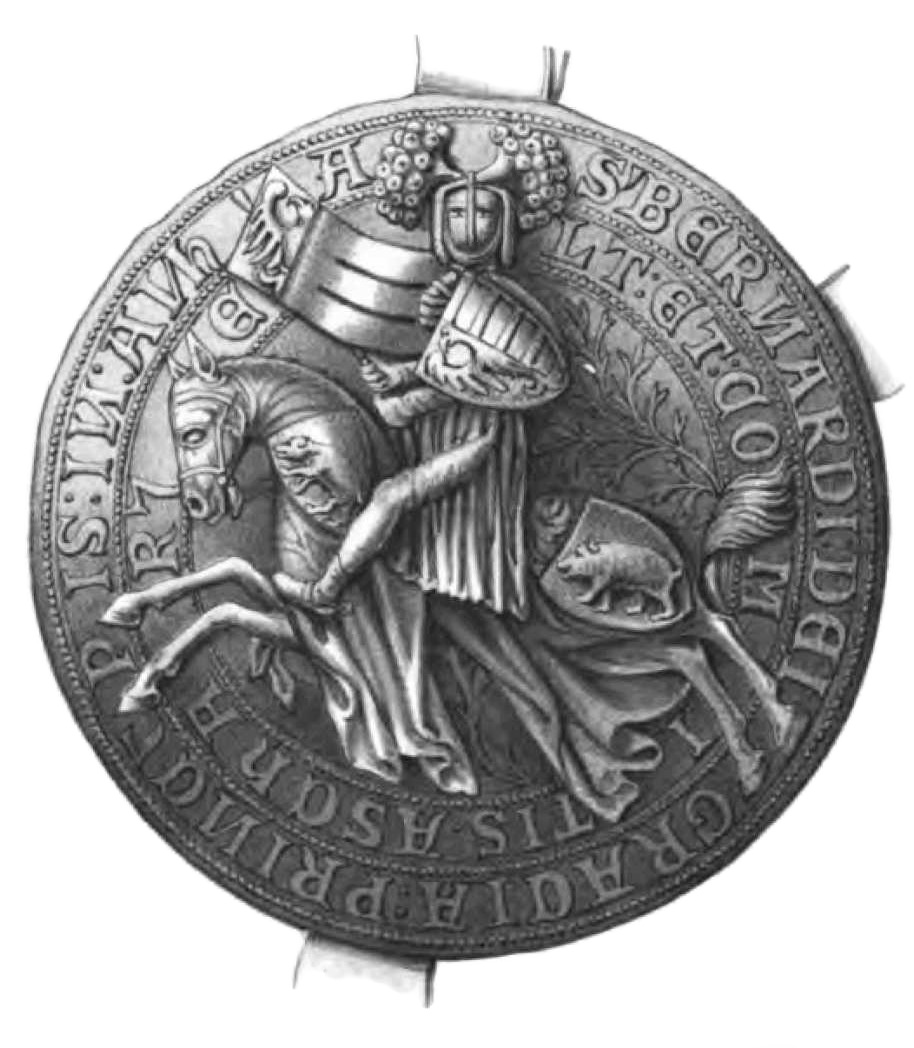
Großes Reitersiegel Bernhards III. von Anhalt-Bernburg

Bernhard III., Fürst von Anhalt-Bernburg († 20. August 1348) war ein regierender anhaltischer Landesfürst aus dem Geschlecht der Askanier.

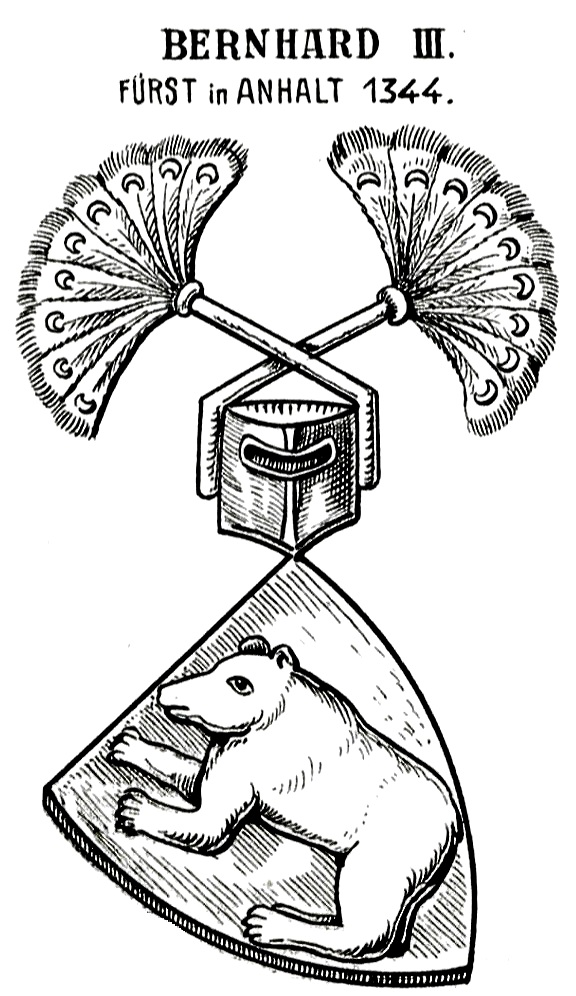
Siegelwappen 1344 des Bernhard III. von Anhalt-Bernburg

## Leben
Er war der älteste Sohn von Bernhard II. von Anhalt-Bernburg und dessen Frau Helena, Tochter von Fürst Wizlaw II. von Rügen.
Bernhard folgte seinem Vater im Jahr 1323 in der Regentschaft über das Fürstentum Anhalt-Bernburg. Daneben trug er die Titel „Graf von Anhalt“ und „Graf von Bernburg“. Seine jüngeren Brüder Heinrich und Otto widmeten sich der Kirche und verzichteten infolgedessen auf ihre Ansprüche aus dem Erbe, wodurch die im Hause Anhalt sonst übliche Erbteilung verhindert wurde.
Unter seiner Regentschaft weitete sich der Streit um das Erbe Ottos II. von Anhalt, insbesondere um die Stadt Aschersleben, mit den Halberstädter Bischöfen Albrecht I. – Bernhards Onkel – und Albrecht II. zu einem erbitterten Rechtskampf aus. Obwohl sich selbst Kaiser Ludwig IV. der Bayer mehrmals zugunsten Bernhards einsetzte, fiel die Stadt im Jahr 1333 endgültig an das Bistum Halberstadt.

## Ehen und Nachkommen
Bernhard heiratete im Jahr 1328 Agnes (* um 1310, † 4. Januar 1338), eine Tochter von Herzog Rudolf I. von Sachsen-Wittenberg, deren Großmutter und Namenspatronin Agnes von Habsburg eine Tochter des ersten habsburgischen römisch-deutschen Königs Rudolf I. war. Herzog Bernhard III. von Sachsen war der Ur-Urgroßvater sowohl von Bernhard als auch von Agnes.
Der Ehe entstammten folgende Kinder:
- Bernhard IV. († 28. Juni 1354) – Fürst von Anhalt-Bernburg
- Katharina (* um 1330, † 30. Januar 1390) – verheiratet mit Magnus II. Torquatus, Herzog zu Braunschweig-Lüneburg am 6. Oktober 1356, in zweiter Ehe ab 11. Mai 1374 mit Albrecht von Sachsen-Wittenberg, Fürst von Lüneburg
- Heinrich IV. († 7. Juli 1374) – Fürst von Anhalt-Bernburg
- Albrecht († 1. August 1336)
- Sophie (* um 1330, † 18. Dezember 1362) – verheiratet mit Herzog Wilhelm II. von Braunschweig-Lüneburg in dessen dritter Ehe
- Adelheid (* um 1337)

Nach dem Tod seiner ersten Frau heiratete Bernhard im Jahr 1339 Mathilde († um 1342), jüngste Tochter von Fürst Albrecht I. von Anhalt-Zerbst. Auch zu Mathilde stand der Regent in verwandtschaftlicher Beziehung, denn in Fürst Heinrich I. von Anhalt hatten beide einen gemeinsamen Urgroßvater. Die Ehe blieb allerdings ohne Nachkommen.
Etwa 1343 ging Bernhard seine dritte und letzte Ehe mit Mathilde († nach dem 28. Juni 1354), einer Tochter Herzog Magnus I. von Braunschweig-Wolfenbüttel, ein, einer Nachfahrin des Markgrafen Otto I. von Brandenburg.
Dieser letzten Ehe entstammten die Kinder:
- Otto III. († 27. Februar 1404) – Fürst von Anhalt-Bernburg
- Gertrude – vor dem 12. August 1371 mit Graf Günther XII. von Schwarzburg

Den Angaben der Stammliste des Hauses Schwarzburg zufolge stammt die Tochter Gertrude jedoch möglicherweise aus Bernhards erster Ehe und wäre demnach vor Januar 1338 geboren.
| Vorgänger    | Amt                                 | Nachfolger   |
| ------------ | ----------------------------------- | ------------ |
| Bernhard II. | Fürst von Anhalt-Bernburg 1323–1348 | Bernhard IV. |

| Personendaten    | Personendaten                            |
| ---------------- | ---------------------------------------- |
| NAME             | Bernhard III.                            |
| ALTERNATIVNAMEN  | Bernhard III., Fürst von Anhalt-Bernburg |
| KURZBESCHREIBUNG | Fürst von Anhalt-Bernburg                |
| GEBURTSDATUM     | um 1300                                  |
| STERBEDATUM      | 20. August 1348                          |